# Heterotaxis superflua
A Heterotaxis superflua é uma espécie de orquídea (Orchidaceae) originária da Amazônia, antes classificada no gênero Maxillaria. Dentre as espécies de Heterotaxis, esta pode distinguir-se pois geralmente apresenta inflorescências mais longas que os pseudobulbos, com flores amareladas de labelo de cor, ou com traço central, púrpura. Pertence ao mesmo grupo da Heterotaxis violaceopunctata.
- Publicação da espécie: Heterotaxis superflua (Rchb.f.) F.Barros, Hoehnea 29: 113 (2002).
- Basônimo: Maxillaria superflua Rchb.f., Bonplandia (Hannover) 4: 323 (1856).

## Sinônimos
- Maxillaria superflua Rchb.f., Bonplandia (Hannover) 4: 323 (1856).
- Dicrypta longifolia Barb.Rodr., Gen. Spec. Orchid. 1: 125 (1877).
- Maxillaria longifolia (Barb.Rodr.) Cogn., Fl. Bras. 3(6): 33 (1904), nom. illeg.
- Maxillaria tarumaensis Hoehne, Arq. Bot. Estado São Paulo, n.s., f.m., 2: 73 (1947).

## Distribuição
- Brasil: AM, PA, MT
- América do Sul: Guianas, Suriname, Venezuela, Equador, Peru.

## Ver também

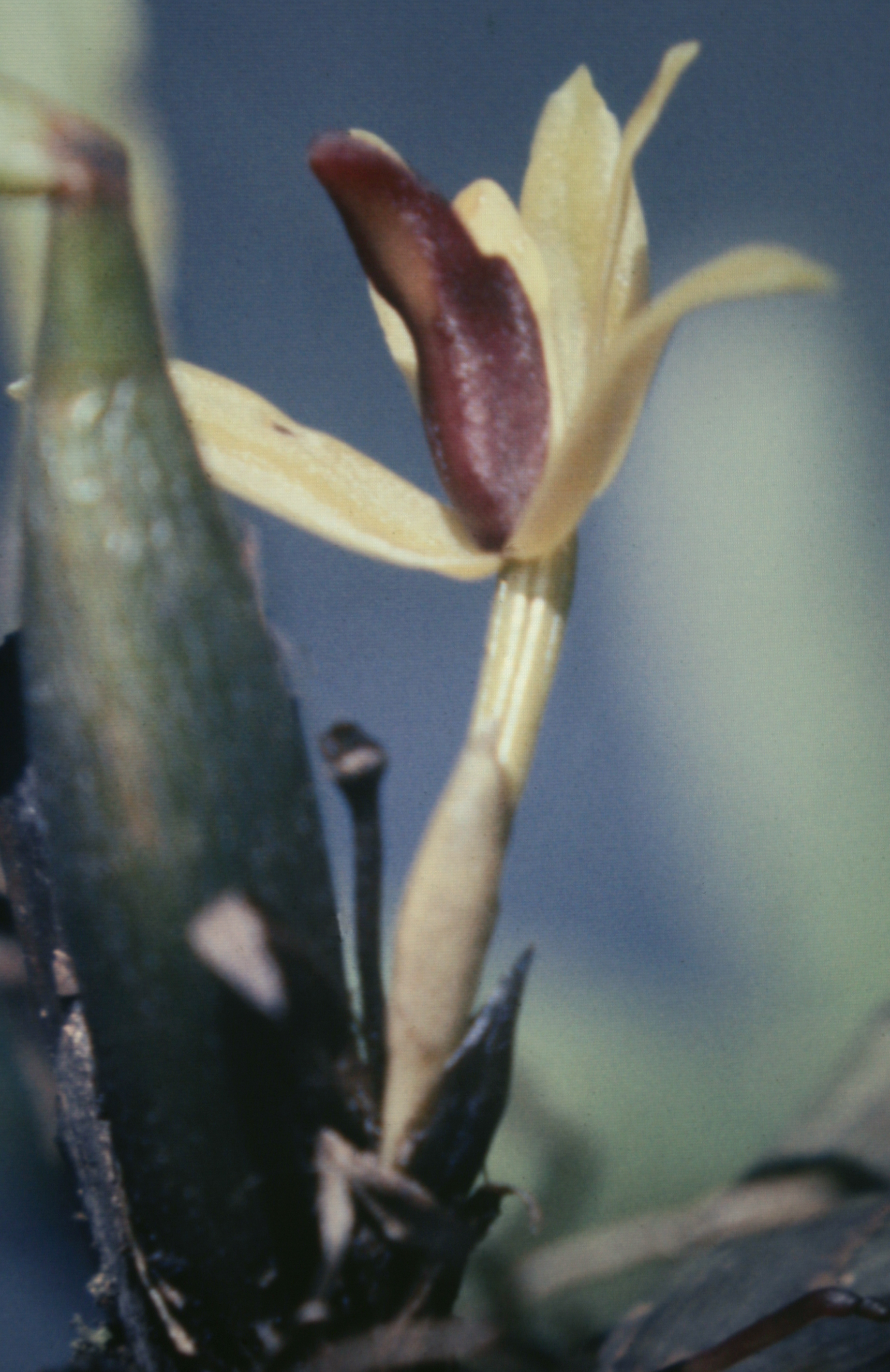
Heterotaxis superflua, Suriname
Detalhe da flor

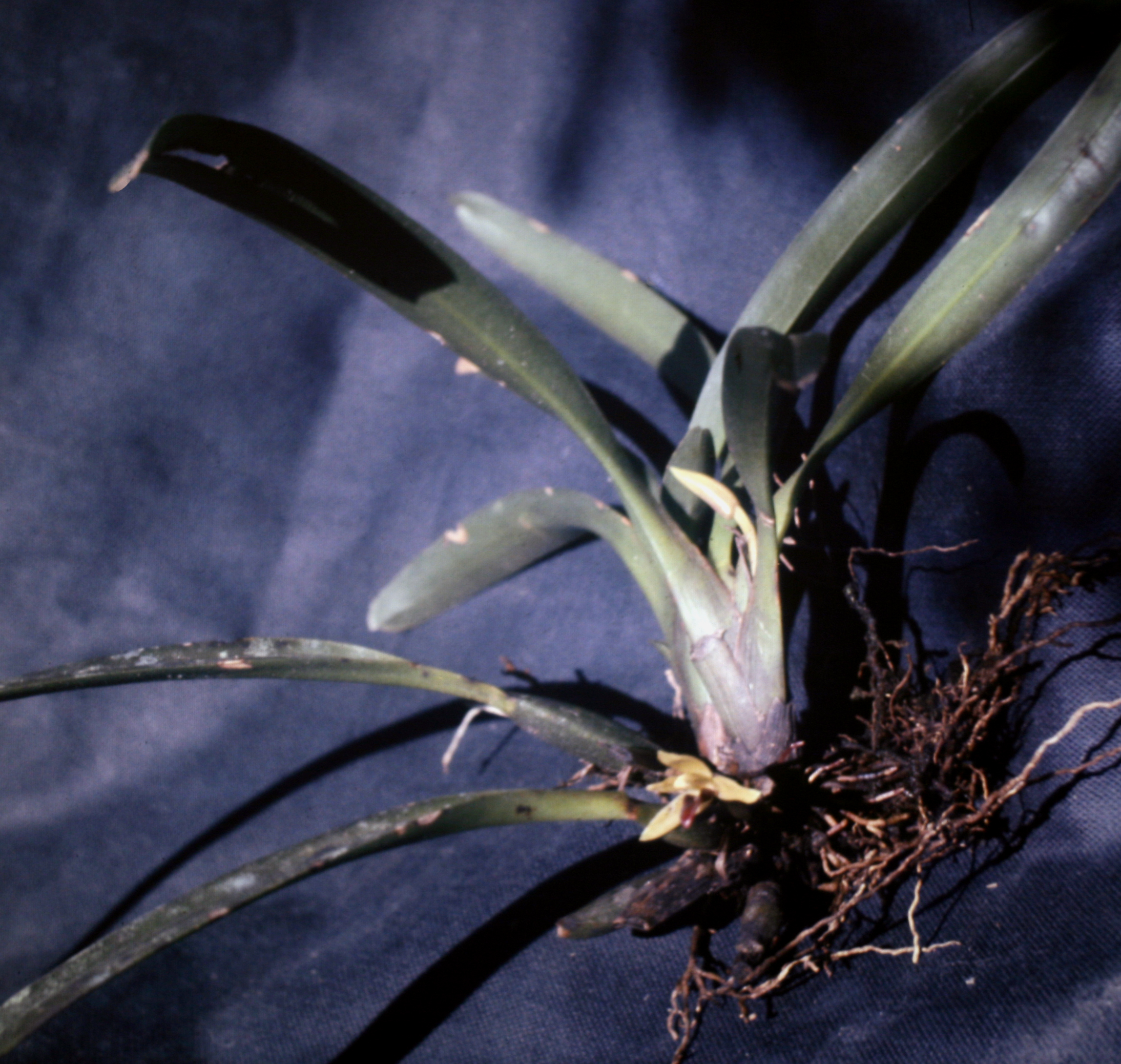
Heterotaxis superflua, Suriname
Detalhe da planta